# Notomma dissolutum
Notomma dissolutum är en tvåvingeart som först beskrevs av Mario Bezzi 1924.  Notomma dissolutum ingår i släktet Notomma och familjen borrflugor. Inga underarter finns listade i Catalogue of Life.